# Buceros
Buceros är ett fågelsläkte i familjen näshornsfåglar inom ordningen härfåglar och näshornsfåglar. Släktet omfattar här tre arter som förekommer från Indien och södra Kina genom Sydostasien till Stora Sundaöarna:
- Rostnäshornsfågel (B. hydrocorax)
  - B. [h.] mindandensis – urskiljs som egen art av Birdlife International
- Noshörningsnäshornsfågel (B. rhinoceros)
- Större näshornsfågel (B. bicornis)